# Hoàng đàn hữu liên
Hoàng đàn hữu liên (Danh pháp hai phần: Cupressus tonkinensis) là một loài thực vật hạt trần trong họ Cupressaceae. Loài này được Silba mô tả khoa học đầu tiên năm 1994.